# 长叶蛇王藤
长叶蛇王藤（学名：Passiflora moluccana var. glaberrima）为西番莲科西番莲属下的一个变种。

## 扩展阅读
- 維基物種上的相關：长叶蛇王藤